# Our Love to Admire
Our Love to Admire è il terzo album della band statunitense Interpol, pubblicato il 6 luglio 2007.
Si tratta del primo album degli Interpol pubblicato per la major discografica Capitol Records, sussidiaria della EMI, in seguito alla scadenza del loro precedente contratto con la Matador Records. Si tratta inoltre del primo lavoro della band a non essere completamente autoprodotto, prevedente la collaborazione di Rich Costey, già produttore per i Muse e i Franz Ferdinand.
Il disco è stato anticipato dal singolo The Heinrich Maneuver, pubblicato il 7 maggio negli Stati Uniti.

## Tracce
1. Pioneer to the Falls – 5:41
2. No I in Threesome – 3:50
3. The Scale – 3:23
4. The Heinrich Maneuver – 3:28
5. Mammoth – 4:12
6. Pace Is the Trick – 4:36
7. All Fired Up – 3:35
8. Rest My Chemistry – 5:00
9. Who Do You Think? – 3:12
10. Wrecking Ball – 4:30
11. The Lighthouse – 5:25

## Formazione
- Paul Banks: chitarra, voce
- Daniel Kessler: chitarra, voce
- Carlos Dengler: basso, tastiera
- Sam Fogarino: batteria